# Rathaus Elberfeld

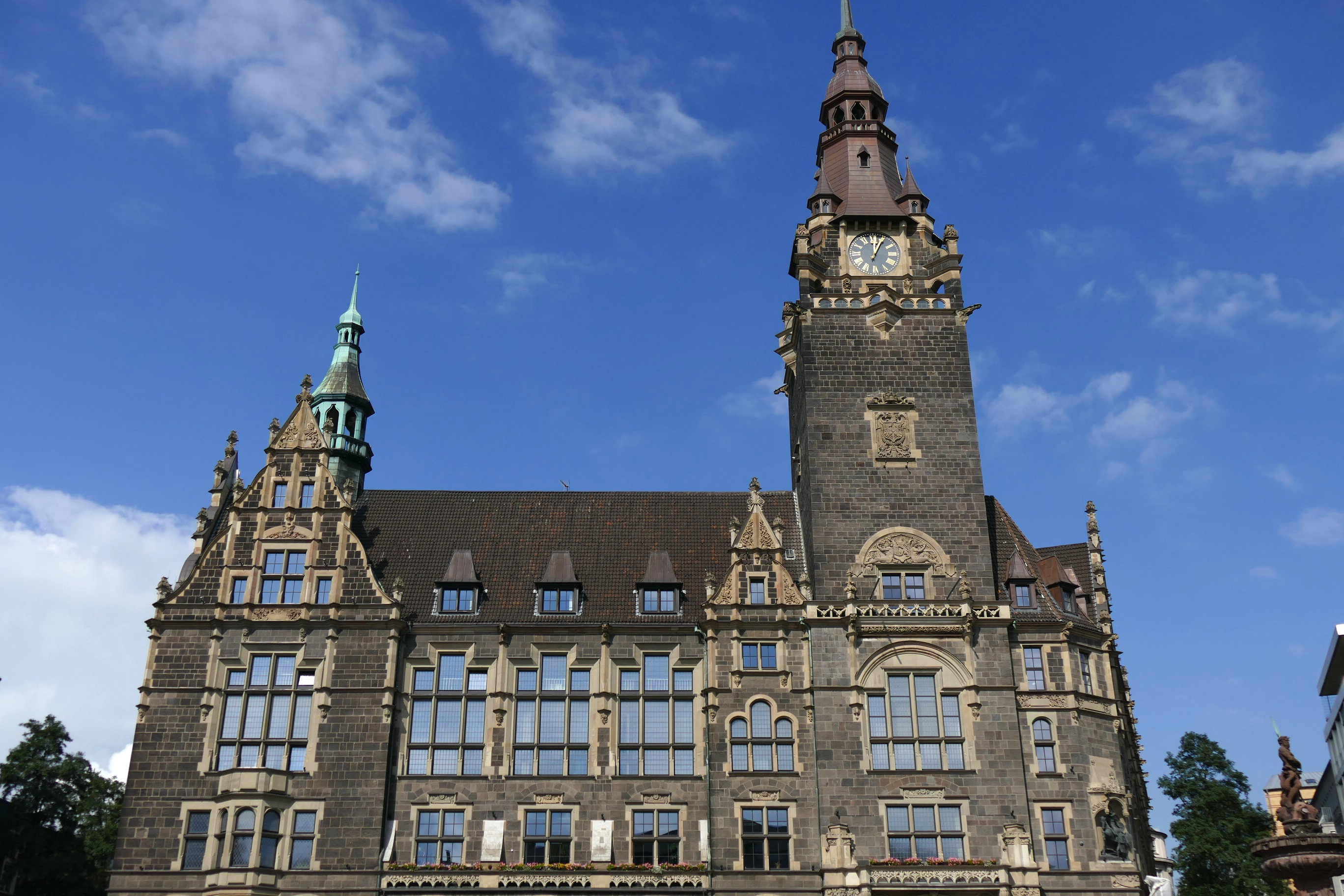
Das Elberfelder Rathaus

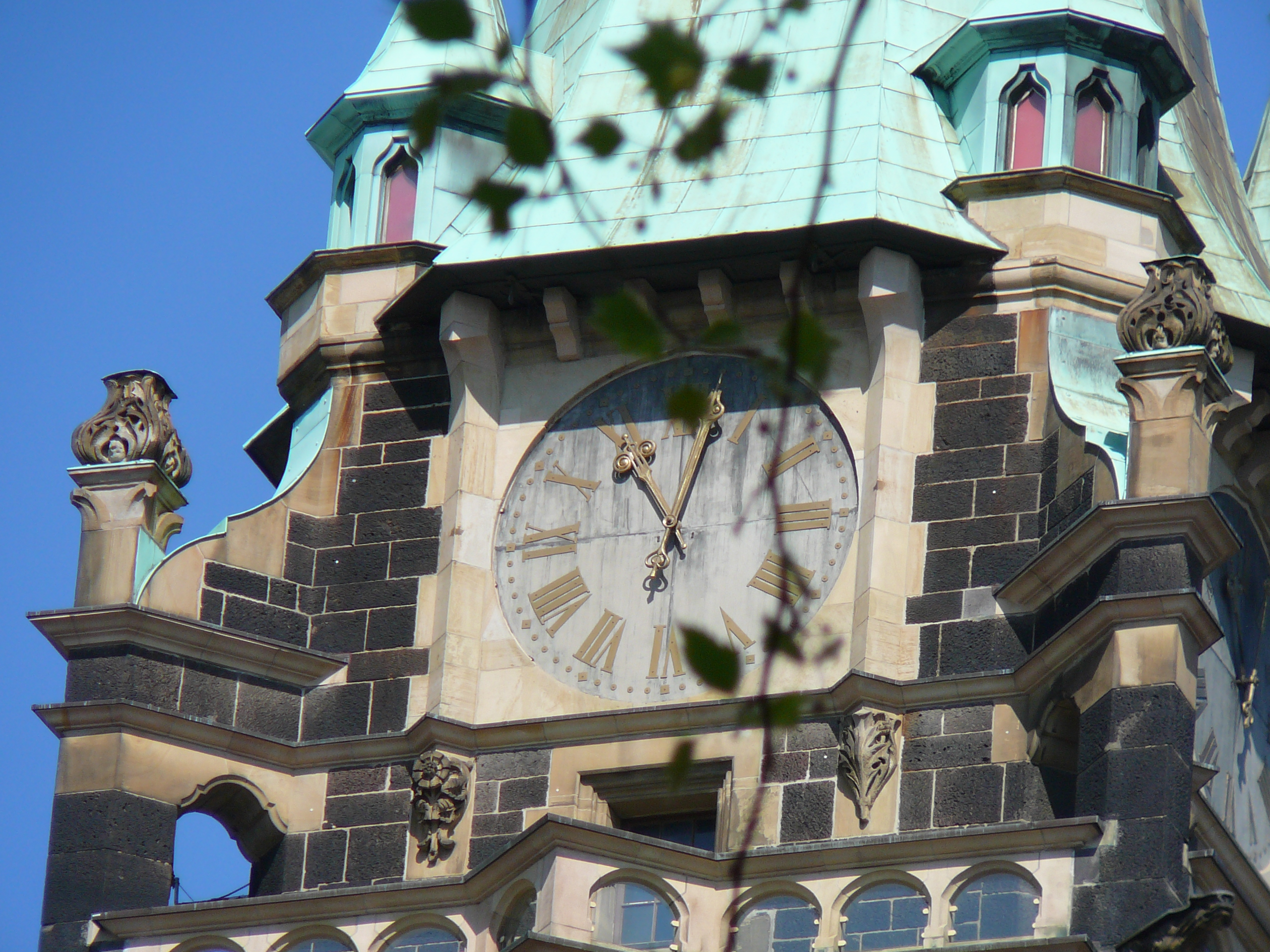
Turmuhr am Elberfelder Rathaus

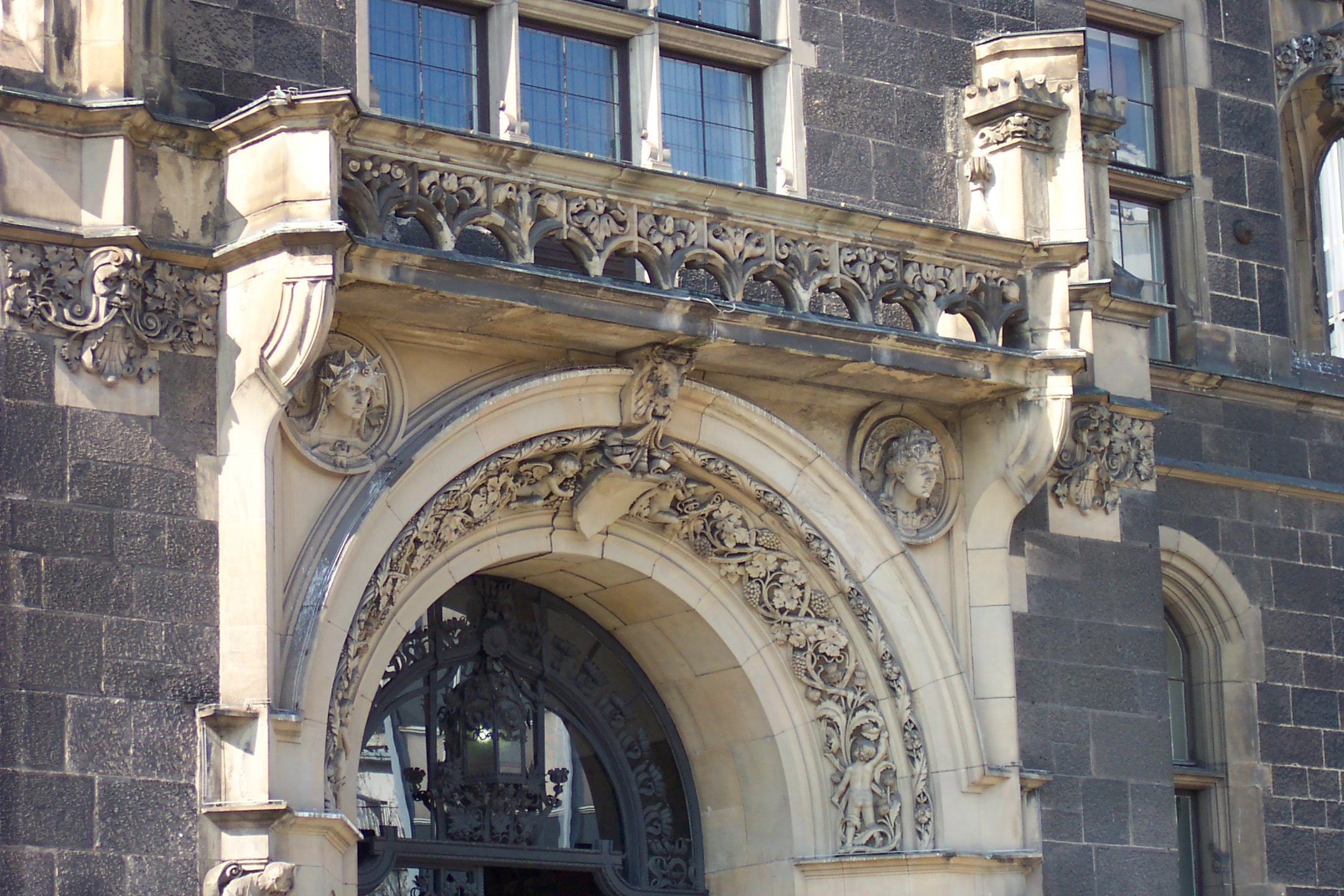
Detail des Eingangsportals

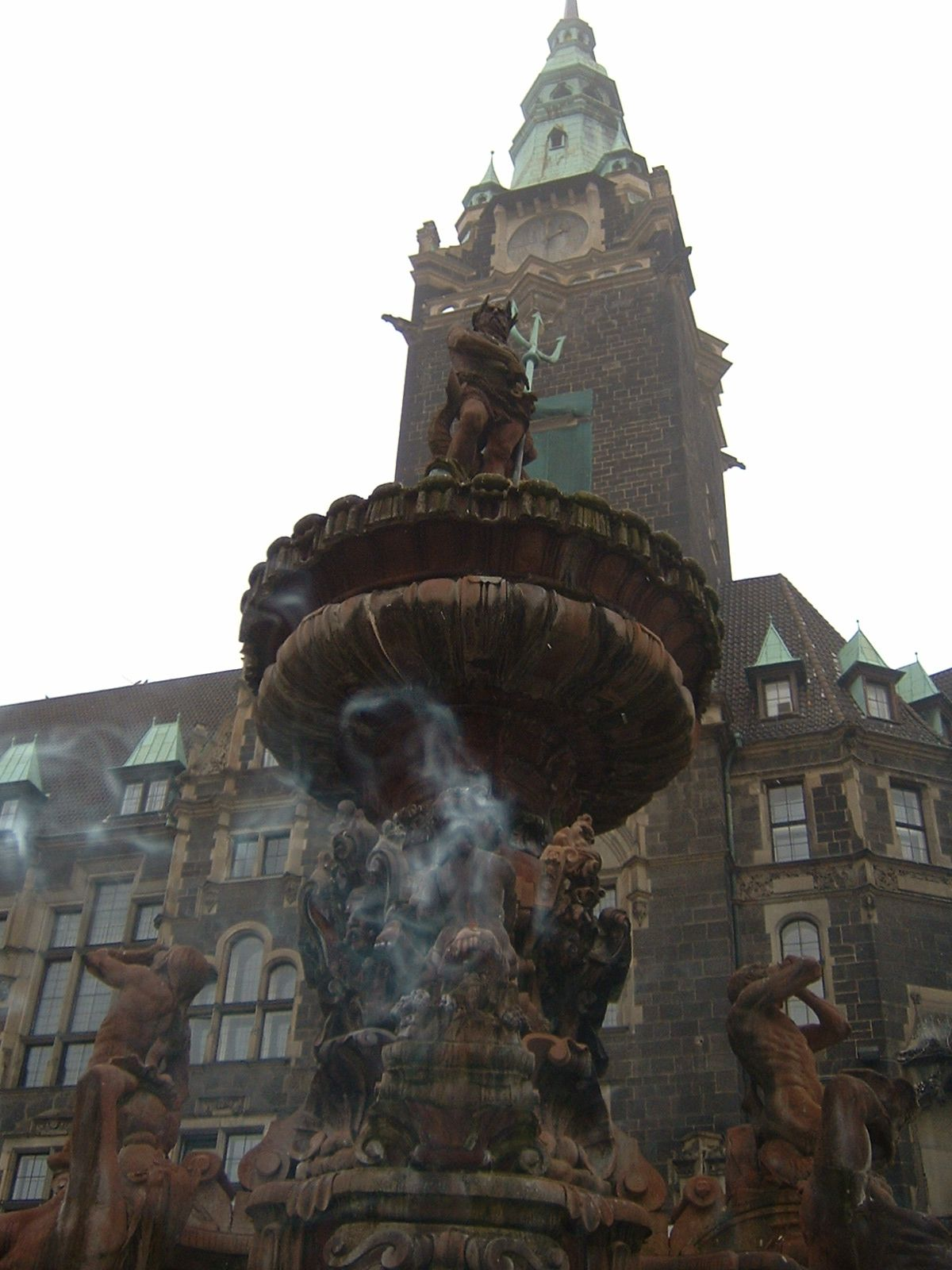
Im Hintergrund das Elberfelder Rathaus, im Vordergrund der Jubiläumsbrunnen

Das ehemalige (neue) Elberfelder Rathaus ist ein zentral gelegenes und das Stadtbild des Wuppertaler Ortsteils Elberfeld prägendes Gebäude.

## Lage
Es liegt im Norden des Neumarkts am Ende der Hauptfußgängerzone zwischen dem Willy-Brandt-Platz und der Friedrichstraße gegenüber der Skulptur Lebensader Wupper. Die Adresse lautet Neumarkt 10.

## Geschichte
Das vom Berliner Architekturbüro Reinhardt & Süßenguth seit 1895 errichtete Rathaus wurde am 24. Oktober 1900 von Kaiser Wilhelm II. und seiner Gattin zusammen mit der Wuppertaler Schwebebahn und der Barmer Ruhmeshalle feierlich eingeweiht. Es ersetzte das alte Elberfelder Rathaus in der Straße Wall/Turmhof, in dem wenig später eine Kunstsammlung, das heutige Von der Heydt-Museum, untergebracht wurde.
Nachdem im Jahr 1929 die Städte Elberfeld, Barmen und weitere bis dahin selbständige Städte zur neuen Großstadt Wuppertal zusammengeschlossen worden waren, wurde der Sitz des Stadtrates und der Hauptsitz der Stadtverwaltung in das Barmer Rathaus verlegt. Im Elberfelder Rathaus verblieben nur Teile der Verwaltung, so dass es seine Funktion als Rathaus verlor und bis heute nur noch die Funktion eines Verwaltungsgebäudes besitzt. Heute sind hier die wesentlichen Bereiche der Sozialverwaltung untergebracht.

## Gebäude
Der im Stil des Eklektizismus (Neugotik/Neorenaissance) errichtete Rathausbau besteht im Grundriss aus einem Riegelbau mit der Hauptfassade gegenüber dem Neumarkt. Ein weiterer gleich hohen Gebäudetrakt in Form eines verzogenen „U“s fügt sich im Nordosten hieran an und umschließt den kleinen Innenhof.
Das Rathaus hat vier Vollgeschosse und ein Dachgeschoss. Das markanteste Bauteil ist der gut 79 Meter hohe quadratische Rathausturm, der im unteren Bereich aus Mauerwerk besteht und eine hoch aufragende mit Kupferblech verkleidete Haube besitzt, die mittlerweile durch den Ansatz von Patina entsprechend gefärbt wurde. Der Turm hat eine Uhr mit Zifferblättern aus Schiefer an allen vier Seiten und ein kleines Glockengeläut.
Daneben besitzt das Rathaus zwei weitere Treppentürme und einen Dachreiter. Es gibt drei Treppenhäuser, einen Paternosteraufzug und einen behindertengerechten Aufzug. Die Fassade besteht in den Flächen aus ehemals hellgrauer, durch Alterung jetzt dunkler Londorfer Basaltlava, die Gliederungen und die Bauzier bestehen aus Sandstein, der im Laufe der Jahre deutlich nachgedunkelt ist.
Für das Rathaus schuf der Glasmaler Alexander Linnemann aus Frankfurt im Jahr 1900 einige Glasfenster. Im Linnemann-Archiv befinden sich vier Skizzen sowie alte Fotos.